# The Muffins
The Muffins es una banda estadounidense de rock progresivo, más específicamente de la escena avant-prog. Durante su primer período grabaron material para cuatro álbumes, de los cuales dos salieron cuando el grupo ya se había disuelto. Por la mayor parte de los 80 y 90 sus miembros estuvieron retirados de la actividad musical hasta su reunión oficial en 1998.
La música de The Muffins es considerada como "una mezcla entre Soft Machine y Henry Cow". Otras influencias incluyen The Mothers Of Invention, Hatfield and the North y música clásica del siglo XX.

## Discografía
La banda cuenta con ocho álbumes de estudio, cuatro de edición limitada, dos recopilatorios (Loveletter 1 y 2) y un DVD. Hasta la fecha no editaron ningún álbum completamente en vivo.

### Álbumes
| Grabación   | Álbum           | Lanzamiento | Nota                                                           |
| ----------- | --------------- | ----------- | -------------------------------------------------------------- |
| 1975-76     | Chronometers    | 1993        | Primer álbum de estudio                                        |
| 1978        | Manna/Mirage    | 1978        | Segundo álbum de estudio                                       |
| 1977; 79-80 | Open City       | 1985        | Tercer álbum de estudio                                        |
| 1980        | <185>           | 1981        | Cuarto álbum de estudio, producido por Fred Frith de Henry Cow |
| 1999-2001   | Loveletter #1   | 2001        | Grabaciones inéditas en estudio y en vivo                      |
| 2002        | Bandwidth       | 2002        | Quinto álbum de estudio                                        |
| 2003        | Live at Orion   | 2003        | DVD en vivo                                                    |
| 2004        | Double Negative | 2004        | Sexto álbum de estudio                                         |
| 2005        | Loveletter #2   | 2005        | Grabaciones inéditas en estudio y en vivo                      |
| 2006-09     | Palindrome      | 2010        | Séptimo álbum de estudio                                       |
| 2008-11     | Mother Tongue   | 2012        | Octavo álbum de estudio                                        |

### Edición limitada
En 1989 exmiembros de The Muffins fundaron la discográfica Hand Systems, para grabaciones de la banda y proyectos relacionados, sólo en casete.
| Grabación | Álbum              | Lanzamiento | Nota                                                                     |
| --------- | ------------------ | ----------- | ------------------------------------------------------------------------ |
| 1974-75   | Secret Signals II  | 1992        | Casete de edición limitada                                               |
| 1974-78   | Secret Signals I   | 1989        | Casete de edición limitada                                               |
| 1979      | Air Fiction        | 1979        | LP de edición limitada con grabaciones caseras e improvisaciones en vivo |
| 1978-81   | Secret Signals III | 1996        | Casete de edición limitada                                               |

### Otros
| Artista    | Álbum                                            | Lanzamiento | Nota                                                  |
| ---------- | ------------------------------------------------ | ----------- | ----------------------------------------------------- |
| Varios     | Random Radar Records (A Random Sampler)          | 1977        | Incluye un tema luego editado en Chronometers         |
| Fred Frith | Gravity                                          | 1980        | Aparecen como banda acompañante de Frith en el lado B |
| Varios     | Recommended Records Sampler                      | 1982        | Incluye 2 extractos de Chronometers                   |
| Varios     | Unsettled Scores [Cuneiform]                     | 1995        | Incluye un tema inédito                               |
| Varios     | An Introduction to Cuneiform Records [Cuneiform] | 2002        | Incluye un tema de Bandwidth                          |